# Grândola, Vila Morena

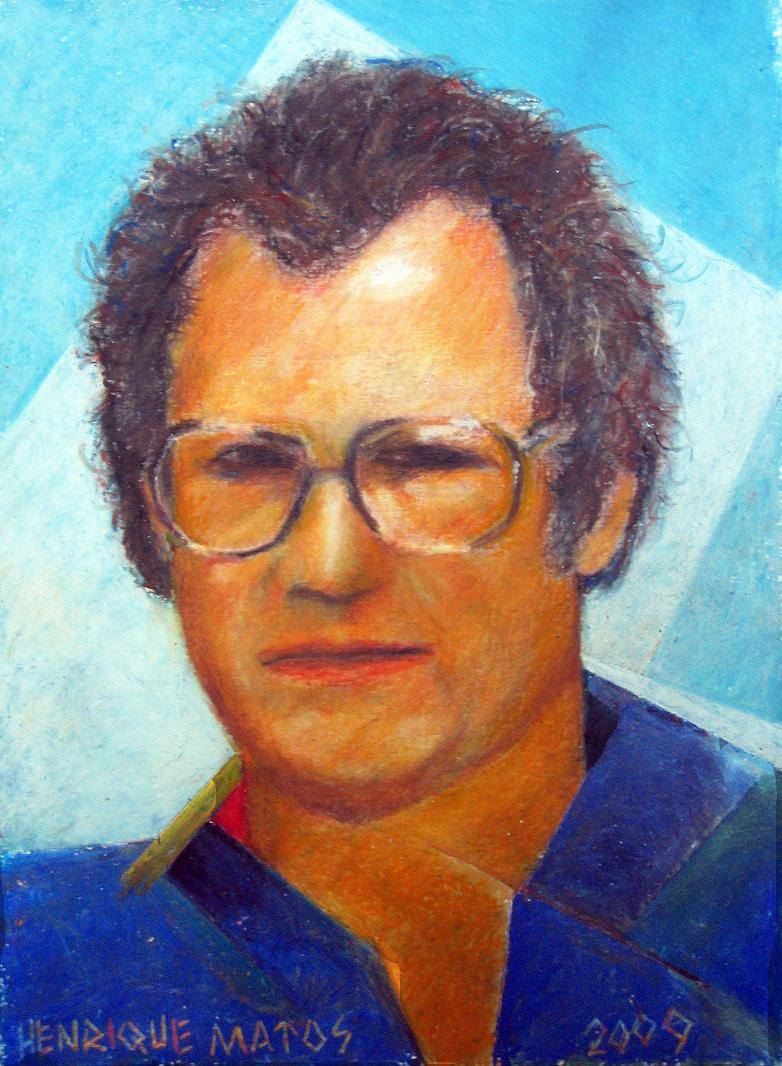
Zeca (José) Afonso, portrét Henrique Matos

Grândola, Vila Morena je ikonická portugalská píseň zpěváka Zecy Afonsa. Její odvysílání v noci 25. dubna 1974 byla vybráno Hnutím armádních sil (portugalsky Movimento das Forças Armadas, MFA ) jako signál pro spuštění Karafiátové revoluce. Píseň se pak stala hymnou této revoluce a rozšířila se mezi všechny vrstvy obyvatel.

## Vznik a uvedení písně
Píseň napsal Zeca Afonso v roce 1964 po návštěvě Grandoly v regionu Alentejo. Byla nahrána ve Francii a vydána na albu Cantigas do Maio před Vánoci roku 1971. Celé album bylo zakázano portugalskou cenzurou, s výjimkou jediné písně - Grândola, Vila Morena, kterou mohlo hrát rádio Renascença. Sama píseň ačkoliv nebyla plánována jako protestsong proti diktatuře režimu fungujícímu v Estado Novo, tak se jím stala.

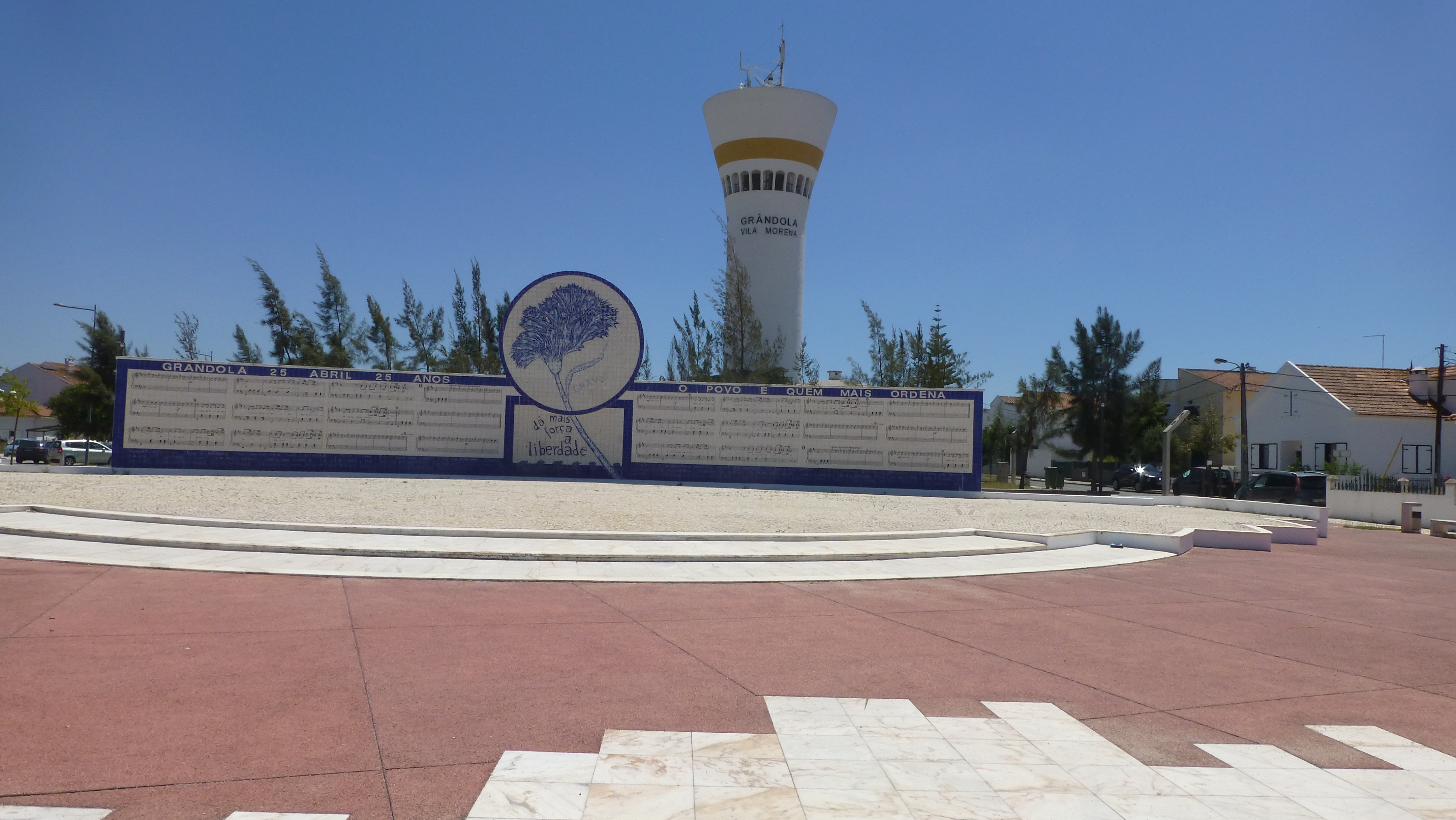
Památník písně vedoucí ke svobodě, Grandola

## Historický moment
Píseň se rozezněla éterem 25.4.1974 v 0:20 po vlnách rádia Renascença jako druhý a hlavní signál pro spuštění Karafiátové revoluce. Rádio Renascença bylo vybráno kvůli dostatečnému pokrytí vysílání, neboť armádní komunikační kanály nezvládly pokrýt celou zemi slyšitelným a dostatečným způsobem. Prvním signálem byla píseň E depois do Adeus Paula de Carvalho. Ta zazněla ve vysílání již 24.4.v 22:50 a byla signálem k přípravě pro vojáky v Lisabonu.

## Zajímavosti
- V historicko – sociálním kontextu 70. let, kdy 30 % obyvatel Portugalska neumělo číst a psát, to byly právě písně, které zasahovaly nejširší vrstvy.
- Původně byla vybrána píseň Venham mais cinco od stejného zpěváka, ale až v průběhu příprav se přišlo na to, že je zakázaná.

## Text písně
```
Grândola, Vila Morena   
Terra da fraternidade   
O povo é quem mais ordena   
Dentro de ti, ó cidade   
Dentro de ti, ó cidade   
O povo é quem mais ordena   
Terra da fraternidade   
Grândola, Vila Morena   
Em cada esquina um amigo   
Em cada rosto igualdade   
Grândola, Vila Morena   
Terra da fraternidade   
Terra da fraternidade   
Grândola, Vila Morena   
Em cada rosto igualdade   
O povo é quem mais ordena   
À sombra duma azinheira   
Que já não sabia a idade   
Jurei ter por companheira   
Grândola a tua vontade   
Grândola a tua vontade   
Jurei ter por companheira   
À sombra duma azinheira   
Que já não sabia a idade
```